# La cuoca di Castamar
La cuoca di Castamar (La cocinera de Castamar) è una serie televisiva spagnola composta da 12 episodi, prodotta da Boomerang TV e Atresmedia Studios, basata sull'omonimo romanzo di Fernando J. Múñez. La serie è stata pubblicata in streaming in prima visione dal 21 febbraio al 9 maggio 2021 sulla piattaforma Atresplayer Premium e trasmessa in televisione dall'8 aprile al 24 giugno 2021 su Antena 3. La serie è disponibile in streaming sulle piattaforme Atresplayer Premium e Netflix.
In Italia la serie è disponibile in streaming sulla piattaforma Netflix dal 9 luglio 2021.

## Trama
Ambientata a Madrid nel 1720, la serie è incentrata su Clara Belmonte, una cuoca agorafobica che inizia a lavorare nella cucina di Castamar, in fuga da un doloroso passato segnato dalla morte del padre, accusato di tradimento. Lì si innamora del duca di Castamar, Diego, ed è ricambiata. Tuttavia, stare insieme non sarà facile per nessuno dei due a causa della differenza di classe sociale: la madre di Diego, Donna Mercedes, vuole che sposi la nobile Amelia Castro, così che il ducato abbia dei figli. Come se non bastasse, c'è anche il marchese de Soto, Enrique de Arcona, che non solo sta aiutando Dona Mercedes, ma nasconde anche un piano per vendicarsi di Diego.

## Personaggi e interpreti

### Personaggi principali
- Clara Belmonte, interpretata da Michelle Jenner.
- Diego de Castamar, interpretato da Roberto Enríquez.
- Enrique de Arcona. Marchese di Soto, interpretato da Hugo Silva.
- Francisco Marlango, interpretato da Maxi Iglesias.
- Amelia Castro, interpretata da María Hervás.
- Beatriz Ulloa, interpretata da Agnès Llobet.
- Elisa Costa, interpretata da Paula Usero.
- Gabriel de Castamar, interpretato da Jean Cruz.
- Melquiades Elquiza, interpretato da Óscar Rabadán.

Con la collaborazione speciale di
- Donna Mercedes, interpretata da Fiorella Faltoyano.
- Hernaldo de la Marca, interpretato da Nancho Novo.
- Regina Isabel de Farnesio, interpretata da Silvia Abascal.
- Úrsula Berenguer, interpretata da Mónica López.

### Personaggi secondari
- Donna Sol Montijos, Marchesa di Villamar, interpretata da Marina Gatell.
- Roberto, interpretato da Michel Tejerina.
- Alfredo de Carrión, interpretato da Jaime Zataraín
- Ignacio Montes, interpretato da Carlos Serrano-Clark.
- Rosalía, interpretata da Anna Cortés.
- Carmen del Castillo, interpretata da Roser Pujol.
- Donna Alba, interpretata da Xenia Tostado.
- Esteban, Marchese di Villamar, interpretato da Juan Messeguer.
- Re Felipe V, interpretato da Joan Carreras.
- Fray Juan, interpretato da Pepe Ocio.
- Contessa de Arcos, interpretata da Puchi Lagarde.
- Ángela Foch, interpretata da Eva Rufo.
- Armando, interpretato da Javier Lago.
- Jacinta, interpretata da Raquel Quintana.
- Daniel, interpretato da Joseph Ewonde.
- Zurdo, interpretato da Xabier Murua.
- Evaristo Galeano, interpretato da Alberto Mateo.
- Elías, interpretato da Julio Jordán.
- Adela, interpretata da Clara Chacón.
- Juana, interpretata da Eugenia Cuaresma.
- Scagnozzo Hernaldo, interpretato da Miguel Villalba.
- Sebas, interpretato da Ramón Merlo.
- Alguacil, interpretato da Sergio Pineda.
- Signora Escrivá, interpretata d Raquel Pérez.
- Santiago, interpretato da Óscar Oliver.
- Eugenia, interpretata da Aria Bedmar.
- Carlo Broschi, interpretato da Raúl Ferrando.

## Episodi
| Stagione       | Episodi | Pubblicazione Spagna (Atresplayer Premium) | Pubblicazione Spagna (Atresplayer Premium) | Prima TV Spagna (Antena 3) | Prima TV Spagna (Antena 3) | Pubblicazione Italia (Netflix) |
| Stagione       | Episodi | Inizio                                     | Fine                                       | Inizio                     | Fine                       | Pubblicazione Italia (Netflix) |
| -------------- | ------- | ------------------------------------------ | ------------------------------------------ | -------------------------- | -------------------------- | ------------------------------ |
| Prima stagione | 12      | 21 febbraio 2021                           | 9 maggio 2021                              | 8 aprile 2021              | 24 giugno 2021             | 9 luglio 2021                  |

## Produzione
Nel luglio 2020 è stato annunciato che il canale principale di Atresmedia Televisión e Antena 3, stava preparando un adattamento del romanzo La cocinera de Castamar di Fernando J. Múñez, che avrebbe avuto come protagonisti Michelle Jenner, Roberto Enríquez e Hugo Silva e prodotto dalla società di produzione completa di Atresmedia e Atresmedia Studios, che in seguito sarebbe stata ribattezzata Buendía Estudios dopo l'incorporazione di Movistar + nella sua partecipazione. Alla fine del suddetto mese, è stato annunciato che Silvia Abascalsi unirebbe al cast come la nobile Amelia Castro. Insieme all'annuncio della chiusura dell'accordo, che includeva anche Paula Usero e Maxi Iglesias, le riprese sono iniziate il 17 agosto 2020.

## Distribuzione
Il 2 settembre 2020 Atresmedia Televisión ha diffuso le prime immagini della serie su FesTVal, insieme ad altre serie del gruppo come Deudas, Alba e la decima stagione di Los hombres de Paco. Il 23 dicembre 2020 Atresmedia ha annunciato che La cocinera de Castamar sarebbe stata una delle quattro serie (le altre tre sono Deudas, Albae la terza stagione di Luimelia) che avrebbero raggiunto la sua piattaforma di streaming, Atresplayer Premium, nel primo trimestre del 2021.
Il 5 febbraio 2021 Atresmedia ha ritirato la serie di trailer e ha annunciato che sarebbe stata distribuita su Atresplayer Premium a partire dal 21 febbraio 2021.